# Лени
Лѐни (на италиански и на сицилиански: Leni) е село и община в Южна Италия, административно част от провинция Месина, автономен регион и остров Сицилия. Разположено е на 202 m надморска височина. Населението на общината е 708 души (към 2011 г.).
Лени е една от трите общини, намиращи се на остров Салина, един от Еолийските острови